# Deinopis camela
Deinopis camela là một loài nhện trong họ Deinopidae.
Loài này thuộc chi Deinopis. Deinopis camela được miêu tả năm 1881 bởi Tord Tamerlan Teodor Thorell.